# Aurora, Quận Taylor, Wisconsin
Aurora là một thị trấn thuộc quận Taylor, tiểu bang Wisconsin, Hoa Kỳ. Năm 2010, dân số của thị trấn này là 402 người.